# Kim Casali
Kim Casali (* 9. September 1941 als Kim Grove in Auckland, Neuseeland; † 15. Juni 1997, Weybridge, Surrey) war die Urheberin der bekannten Cartoon-Reihe Liebe ist ….
Ihr erstes Bild dieser Reihe zeichnete sie 1968 für ihren Freund und späteren Mann Roberto. Es sollten täglich viele weitere folgen – allerdings schickte Roberto diese heimlich an die Los Angeles Times, welche zum Valentinstag 1970 erstmals ein Bild veröffentlichten. Ab 1975 arbeitete sie mit dem britischen Zeichner Bill Asprey zusammen.
Kim Casali bekam mit ihrem Mann Roberto zwei Söhne: Stefano (1972) und Dario (1974). Allerdings starb ihr Mann im Januar 1976 an Hodenkrebs, worauf sie sich mit den eingefrorenen Spermien ihres Mannes künstlich befruchten ließ, ihr dritter Sohn Milo Roberto Andrea kam im Juli 1977 zur Welt.
Nach ihrem frühen Tod im Alter von 55 Jahren an Leberkrebs führte ihr ältester Sohn Stefano den Cartoon fort.